# إرنست زو هوهنلوه
إرنست زو هوهنلوه (1891 – 17 يونيو 1947) هو مبارز بالسيف نمساوي راحل، مثّل بلاده في الألعاب الأولمبية الصيفية 1912.

## روابط خارجية
إرنست زو هوهنلوه على موقع أوليمبيديا (الإنجليزية)